# Des Moroney
Desmond Joseph "Des" Moroney, född 15 februari 1935 i Sudbury i Ontario, död 11 februari 2018 i Skivarp, var en kanadensisk professionell ishockeyspelare och tränare. 

## Biografi
Moroney växte upp i den kanadensiska  staden Sudbury i Ontario. Fadern var irländare och verkade som polis i staden och modern var hemmafru i en familj med tio barn där Desmond var yngst. Redan som ung spelade Moroney ishockey i hemstaden, men också basket. 19 år gammal värvades han 1954 till Philadelphia Ramblers. 1959 fortsatte som proffs i skotska Paisley Pirates. Vid denna tid hade den främsta nordamerikanska hockeyligan NHL endast sex lag och det var hård kamp om platserna i där och Moroney och fattade tycke för den europeiska hockeyn. Av en svensk bekant fick han adresser till svenska klubbar och började skriva till dem för att fråga om han fick komma och spela med dem. Fagersta AIK var först med att svara och utan att veta något om dem tackade Moroney genast ja. Redan första säsongen i Fagersta blev en succé och Moroney var starkt bidragande till att laget vann Division II Västra A. Moroney gjorde 23 mål och visade sig också bli en flitig gäst i utvisningsbåset – något som Svenska Ishockeyförbundet uppmärksammade och skickade ut en kontrollant till en av matcherna (men just den gången skötte Moroney sig). I kvalserien som följde på seriesegern gick det inte Fagerstas väg och man slutade sist utan att avancera i seriesystemet. Moroney tryckte dessutom upp en klubba mellan benen på en motståndare när de mötte Östers IF och fick för det två månaders avstängning.
Under säsongen läste man i Leksand om Des Moroney i tidningarna och skickade en representant för att värva honom till Leksands IF som både spelare och tränare. Under inledningen av säsongen var Moroney fortfarande avstängd och det gick inget vidare för laget som bara tog en poäng på de tre första matcherna och fansen uttalade sitt missnöje mot Moroney. Men laget lyckades vända på motgångarna och tog sig till slutspel där man vann mot Södertälje, Strömsbro, Västra Frölunda och Djurgården. Därefter följde en seriefinal mot Brynäs där Leksand fick ge sig med 2–4. Trots förlusten spelade Leksand till slut till sig en silvermedalj. Moroneys största insats var att lära leksingarna att spela boxplay, något som tidigare var okänt bland de svenska lagen.
Efter säsongen värvades Moroney av Gösta "Pollenkungen" Carlsson till Rögles storsatsning i division III som man vann enkelt. Efter två säsonger lämnade Moroney för Lund  och senare Västerås. Enligt Moroney själv berodde det på att Pollenkungen inte hade råd att behålla både honom och Ulf Sterner. Till säsongen 1968/69 skrev Moroney på för Tingsryds AIF där han blev kvar i fyra säsonger och snabbt blev publikfavorit och gjorde hockeyn populär. Moroney trivdes bra i Tingsryd, som är den klubb han främst förknippas med, men ville få examen som gymnastiklärare även i Sverige då han kanadensiska examen inte gav tillräcklig behörighet. Han sökte sig därför till Gymnastik- och idrottshögskolan i Örebro och kom då som spelare till Örebro IK säsongen 1972/73. Ännu en gång fick han vara med och spela upp ett lag i seriesystemet innan han flyttade till Karlskrona och blev spelande tränare i Karlskrona IK.
Under tiden i Tingsryd hade Moroney även anlitats som coach för det svenska B-landslaget vilket ledde till att han fick assistera Arne Strömberg vid ishockey-VM i Schweiz 1971.
Des Moroney var den förste kanadensaren som kom till Sverige för att spela ishockey. Som spelare var Moroney känd för sin skridskoåkning och en klubbteknik som beskrevs som något utöver det vanliga. Mest känd var han dock för att han spelade hårt och hade ett väldigt hetsigt temperament på isen. Han slog ofta rekord i utvisningsligan och var ofta i slagsmål. Moroney skapade genom sin spelstil och skicklig mediakommunikation ett stort intresse king sig och lockade stora skaror till hallarna när han spelade. Han var också den som började med trashtalk spelare emellan i Sverige. En lång rad historier och anekdoter berättas fortfarande om Moroney. En av de mest kända är från 1964 när Moroney kom ihop sig med AIK:s back Ingemar Johansson. När domarna särat på dem skickas de till utvisningsbåset, som vid denna tid var samma bås för båda lagens spelare. Väl i båset klipper Moroney till Johansson så han flyger bakåt bland stolarna och när Johansson tittar upp säger Moroney "Okej, now we are even" och bjuder honom tillbaka till sittplatsen. "Kanske ser det farligt ut, men hur kan man skada någon på en hockeyplan? Man har ju utrustning och skydd. Det är showbusiness", sa Des Moroney om sitt rykte när han 1993 intervjuades av Smålandspostens reporter Niklas Lindstedt.
De sista åren bodde Des Moroney i Skivarp och var tränare i karate.

## Klubbkarriär
| 1955/56   | Barrie Flyers   | OHA Junior   | 5  | 0  | 0 | 0  | 0  | -  |      |   |   |   |   |    |   |
| 1959/60   | Paisley Pirates | BNL          | -  | -  | - | -  | -  | -  |      |   |   |   |   |    |   |
| 1962/63   | Fagersta AIK    | Division II  | 18 | 23 | - | 23 | -  | -  |      |   |   |   |   |    |   |
| 1963/64   | Leksands IF     | Division I   | 20 | 7  | 4 | 11 | 52 | -  |      |   |   |   |   |    |   |
| 1964/65   | Rögle BK        | Division III | 18 | 51 | - | 51 | -  | -  |      |   |   |   |   |    |   |
| 1965/66   | Rögle BK        | Division II  | -  | -  | - | -  | -  | -  |      |   |   |   |   |    |   |
| 1966/67   | Lunds IS        | Division III | 16 | 16 | - | 16 | -  | -  |      |   |   |   |   |    |   |
| 1967/68   | Västerås IK     | Division I   | 21 | 7  | 5 | 12 | 82 | -  |      |   |   |   |   |    |   |
| 1968/69   | Tingsryds AIF   | Division II  | 21 | 16 | - | -  | -  | -  | Kval | 6 | 2 | 3 | 5 | 28 | - |
| 1969/70   | Tingsryds AIF   | Division I   | 20 | 7  | 7 | 14 | 84 | -  |      |   |   |   |   |    |   |
| 1970/71   | Tingsryds AIF   | Division I   | 18 | 5  | 6 | 11 | 58 | -1 |      |   |   |   |   |    |   |
| 1971/72   | Tingsryds AIF   | Division I   | 14 | 2  | 3 | 5  | 28 | -  |      |   |   |   |   |    |   |
| 1972/73   | Örebro IK       | Division II  | -  | -  | - | -  | -  | -  |      |   |   |   |   |    |   |
| 1973/74   | Örebro IK       | Division I   | 19 | 3  | 5 | 8  | 69 | -  |      |   |   |   |   |    |   |
| 1974/75   | Karlskrona IK   | Division II  | 20 | 12 | 6 | 18 | 57 | -  |      |   |   |   |   |    |   |
| 1975/76   | Karlskrona IK   | Division I   | 19 | 5  | 3 | 8  | 43 | -  |      |   |   |   |   |    |   |
| 1976/77   | Karlskrona IK   | Division I   | 24 | 8  | 5 | 13 | 75 | -  |      |   |   |   |   |    |   |
| 1977/78   | Karlskrona IK   | Division I   | 13 | 1  | 0 | 1  | 20 | -  |      |   |   |   |   |    |   |
| 1979/1980 | Värnamo GIK     | Division III | -  | -  | - | -  | -  | -  |      |   |   |   |   |    |   |

Anm. Elitserien introducerades säsongen 1975/76, och namnen på divisionerna under försköts neråt med Division 1 som andra division osv.

## Tränarkarriär
| Säsong  | Klubb         | Liga         | Roll                 | Kommentar                      |
| ------- | ------------- | ------------ | -------------------- | ------------------------------ |
| 1964/65 | Rögle BK      | Division III | Spelande tränare     |                                |
| 1965/66 | Rögle BK      | Division II  | Spelande tränare     |                                |
| 1966/67 | Lunds IS      | Division III | Spelande tränare     |                                |
| 1967/68 | Västerås IK   | Division I   | Spelande tränare     |                                |
| 1968/69 | Tingsryds AIF | Division II  | Spelande tränare     |                                |
| 1969/70 | Tingsryds AIF | Division I   | Spelande tränare     |                                |
| 1970/71 | Sverige       | VM           | Assisterande tränare |                                |
| 1972/73 | Örebro IK     | Division II  | Spelande tränare     |                                |
| 1973/74 | Örebro IK     | Division I   | Spelande tränare     |                                |
| 1974/75 | Karlskrona IK | Division II  | Spelande tränare     |                                |
| 1975/76 | Karlskrona IK | Division I   | Spelande tränare     |                                |
| 1976/77 | Karlskrona IK | Division I   | Spelande tränare     |                                |
| 1977/78 | Karlskrona IK | Division I   | Spelande tränare     |                                |
| 1979/80 | Värnamo GIK   | Division III | Spelande tränare     |                                |
| 1983/84 | Karlskrona IK | Division I   | Huvudtränare         | anställd under pågående säsong |
| 1985/86 | Tingsryds AIF | Division I   | Huvudtränare         |                                |

Data till tabellerna ovan är hämtade från Elite Prospects

## Övrigt
- Svenne Rubins har skrivit om Des Moroney i låten Finns det nån som har Des Moroney i dubblett från 1990 på skivan Brottarkärlek som beskriver hanteringen med samlarbilder under 1960-talet.